# Márokföld
Márokföld is een plaats (község) en gemeente in het Hongaarse comitaat Zala. Márokföld telt 58 inwoners (2022).